# Consuelo Cruz Arboleda
Consuelo Cruz Arboleda (Santiago de Cali, 1962) es una conferencista internacional y política española de origen afrocolombiano, además de reconocida activista contra la violencia de género y por los Derechos Humanos. Especialmente por lo derechos de las comunidades africanas y afrodescendientes. De 2005 a 2017 fue Coordinadora Federal del Grupo Afrosocialista del Partido Socialista Obrero Español (PSOE), hasta que el partido lo eliminó. En el año 2015 fue la primera persona afrodescendiente en ser propuesta como candidata al Congreso de los Diputados. Ese año concurrieron dos mujeres negras en las listas, siendo Rita Bosaho (PODEMOS) la primera mujer de origen africano en ir como cabeza de lista al Congreso de los Diputados.
Más allá de su actividad política, Cruz Arboleda busca la recuperación de las relaciones entre América y África a través de la cultura y las tradiciones compartidas por los pueblos descendientes de las personas africanas.

## Biografía

### Inicios
Nació en Santiago de Cali y estudió en el colegio de monjas Ateneo comercial Femenino, donde reconoce que inició su activismo a favor de los derechos del colectivo que representa. En esta ciudad estudió Derecho y Ciencias Políticas en la Universidad Santiago de Cali, mientras trabajaba y colaboraba en proyectos Sociales. Es experta en África Post-colonial por el Grupo de Estudios Africanos de la Universidad Autónoma de Madrid.

### Activismo
Empezó su activismo social y político como coordinadora del área cultural del proceso continental Afroamerica XII y proyectos con la Colonia chocoana del Municipio de Pradera Valle del Cauca vinculados con la niñez en circunstancias de vulnerabilidad. Años después fue fundadora y asesora en fortalecimiento organizativo de la Asociación para el progreso de la Colonia Chocoana del Valle del Cauca ASOCHOCO. Participó en el proceso continental de Comunidades Negras Afroamerica XII, con el cual llegó a España en 2003.
Tras su llegada a Madrid, se hace visible como activista femenina afrodescendiente y lucha por los derechos de los africanos y afrodescendientes en España dentro del Partido Socialista Obrero Español (PSOE). Se vinculó al movimiento asociativo y político y desarrolló importantes jornadas a niveles nacional e internacional, como “Por un Madrid Multicultural y Mestizo”, Madrid 2007, “Una Mirada a la Cultura africana en España”, 2007, “I Encuentro Internacional de Mujeres Afro”, Madrid 2009, “II Encuentro Internacional de Mujeres Afro”, Cali, Colombia 2011, “I Semana Internacional de la Afrodescendencia”, Madrid, 2011, “Una Mirada a Nuestros orígenes: El Orgullo de ser Dominicano”, República Dominicana 2011.

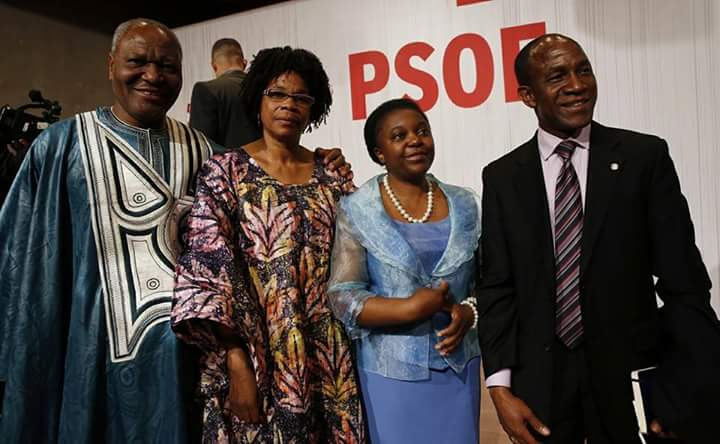
V Gala de Premios Afrosocialistas

En el año 2005 se crea en el seno del PSOE el Grupo Federal Afrosocialista, que coordinó desde el momento de su creación hasta 2017. Este grupo ha desarrollado e implementado varias acciones y actividades, como su participación en la construcción de la Proposición no de Ley sobre Memoria de la esclavitud, reconocimiento y apoyo a la comunidad negra, africana y de Afrodescendientes en España, aprobada por unanimidad en la Comisión de Igualdad del Congreso de los Diputados el 17 de feb 2009.  Desde 2015, el Grupo Federal Socialista organiza la Gala de Premios Afrosocialista, el único espacio en el ámbito europeo dedicado a reconocer la labor de hombres y mujeres africanos, afrodescendientes, o de aquellas personas que, sin serlo, han hecho significativos aportes a las luchas reivindicativas del colectivo afro, así como a organizaciones que estén vinculadas al trabajo comunitario con inmigrantes y por el fin de toda discriminación por sexo, preferencias u origen racial y étnico.[cita requerida]

En 2017, dejó la coordinación del Grupo Federal Afrosocialista, tras la desaparición del mismo como tal. Cruz Arboleda se ha mostrado molesta con el partido: 
Les digo que hasta que no ocupemos posiciones de poder, aquí no va a pasar nada [...]. Me da mucha risa cuando dicen que se está haciendo una política de igualdad de trato o una política para todos. ¿Sin mí? ¿Sin nosotros? Tú no puedes hacer una política para negros sin negros, no puedes hacer una política para mujeres si mujeres, etc. [...] Se lo digo a todos. Nos tienen que hacer sentir que somos parte de esto. Los negros estamos trabajando para entrar en todos los espacios de poder porque, si no estoy en los espacios, es porque no se me tiene en cuenta. ¿Cómo vamos a hacer políticas públicas dirigidas al colectivo africano y afrodescendiente si no existimos?

## Responsabilidades Desempeñadas
- Miembro del Patronato de la Fundación Internacional de Derechos Humanos.
- Coordinadora del Área de Relaciones Internacionales de Asociación DIASPORA’S 2008-2012.
- Presidenta del Comité Organizador del II Encuentro Internacional de Mujeres Afro. Cali 201. Asociación DIASPORA’S.
- Coordinadora del Observatorio Internacional de Mujeres Afro OIMA 2009-2012.
- Coordinadora de Una Mirada a Nuestros Origines “El Orgullo de ser Dominicano” Santo Domingo-República Dominicana Asociación DIASPORA’S 2011.
- Presidenta del Comité Organizador del III Encuentro Internacional de Mujeres Afro. Senegal 2013 Asociación DIASPORA’S.
- Miembro de la RED ELWA Empoderamiento y Liderazgo Económico de Mujeres en África (2012 – actualidad).
- Vicepresidenta de la Mesa Departamental de Política Pública Departamento de Santander, Colombia, 2012.
- Coordinadora del Grupo Federal Afrosocialista PSOE (2005 – 2017).
- Presidenta del Comité Organizador del I Encuentro Internacional de Mujeres Afro. Madrid 2009.
- Coordinadora del Área de Nuevos Ciudadanos del Comité Coordinador de la Organización Sectorial Federal de Participación Ciudadana del PSOE. 2010
- Miembro del Grupo de expertas sobre trata de personas de la Secretaría de Igualdad PSOE. 2010

### Organizó
- Encuentro I Internacional de Mujeres Líderes Afro “Hacia nuevas Lideresas Negras”. Madrid. Fundación Pablo Iglesias – Fundación Ideas – GFAS. Madrid 2009
- Encuentro de la Comunidad Africana y Afrodescendiente con Pedro Zerolo Secretario de Movimientos Sociales PSOE. Entrega de la propuesta de la creación del Instituto de Estudios Afro Madrid 2010
- Coordinadora de la I Semana internacional de la Afrodescendencia en Madrid Asociación DIASPORA’S 2011
- II Encuentro Internacional de Mujeres Afro Santiago de Cali, 2011.
- I Semana Internacional de la Afrodescendencia, Madrid. 2011
- Una Mirada A Nuestros Orígenes : el orgullo de ser dominicano Santo Domingo, República Dominicana, 2011.

## Reconocimientos
- Premio The Orion Star Awards, 2020.[7]

- Huésped de Honor de la Provincia de Esmeraldas, Ecuador 2019.
- Embajadora Internacional de la Asociación MUJERES SIN LÍMITES de Ecuador.
- Huésped de Honor del Guayaquil, Ecuador 2019.
- Premio Mujer del Año 2018 Asociación Tacones Altos Madrid, España.
- Premio MENINA NWW2017 Red Transnacional de Mujeres Senado, España 2017.
- Premio LIDER AFRO Asociación de Comunidades Afrocolombianas del Municipio de Yumbo AFROYUMBO, Yumbo, Valle     del Cauca 2016, Colombia.
- Honorable Concejo Municipal  Sevilla, Valle del Cauca 2016 Colombia.
- Reconocimiento del Concejo Municipal de Yumbo.
- Honorable Concejo Municipal Yumbo, Valle del Cauca 2016 Colombia.

- Mención de Honor Gobernación del Valle del Cauca “por la gestión en favor de la Comunidad Afrocolombiana en Madrid, España” Santiago de Cali, Colombia 2007.
- Reconocimiento Comisión Pedagógica Afrocolombiana y Líderes Sociales “por el aporte a las minorías étnicas inmigrantes de Colombia y el Cauca en España.” Popayán, Cauca, Colombia 2008.
- Mención de Reconocimiento Red Departamental de Mujeres Chocoanas, “por su trabajo en la dignificación de la mujer y de la población negra nacional e internacional.” Quibdó, Chocó, Colombia 2008.
- Reconocimiento FECCOVA, “por el esfuerzo constancia y liderazgo en las reivindicaciones de las mujeres y dirección del II Encuentro Internacional de Mujeres Afro.” Cali, Colombia 2011.
- Medalla De Excelencia “Madre María Berenice ” Grado Oro de la Institución Educativa Ateneo de Pradera, “Por el ejemplo dado a la juventud Afrocolombiana” Pradera, Valle del Cauca, Colombia 2011.
- Reconocimiento del Municipio de Pradera Valle del Cauca mediante Decreto 051 de 2011, “Por su gestión en Favor de la Comunidad Afro y por dejar en alto el nombre del Municipio de Pradera – Colombia” Pradera, Valle del Cauca, Colombia 2011.
- Huésped Distinguido del Municipio de Santo Domingo Norte, Santo Domingo, República Dominicana 2011.
- Colombiana Destacada en el Exterior 2012. Ministerio de Relaciones Exteriores de Colombia.
- Mujer Vallecaucana del año en el Ámbito Político 2013. Gobernación del Valle del Cauca - Colombia.
- Premio Baeza por la Diversidad 2014, Categoría Diversidad, Baeza, Andalucía, España.